# Sinfonia n. 40 (Haydn)
La Sinfonia n. 40 in Fa maggiore, Hoboken I/40, di Joseph Haydn, nonostante il suo numero, fu composta nel 1763, molto prima delle sinfonie numerate da 30 a 40 nel catalogo Hoboken. Cronologicamente, la sinfonia dovrebbe essere la n. 13, e presenta peculiarità stilistiche con le prime sinfonie di Haydn.

## I movimenti
Questo lavoro si presenta suddiviso in quattro movimenti e prevede l'impiego di 2 oboi, un fagotto, due corni ed archi:
1. Allegro, 3/4
2. Andante più tosto in Si bemolle maggiore, 2/4
3. Minuetto e Trio, 3/4
4. Allegro, 2/2

L'ultimo movimento è una fuga.